# Dubicsány
Dubicsány (szlovákul Dubičany) község Borsod-Abaúj-Zemplén vármegyében, a Putnoki járásban.

## Fekvése
Kazincbarcika és Putnok között helyezkedik el, Miskolctól 26 kilométerre északnyugatra, Ózdtól 25 kilométerre északkeletre. A közvetlenül határos települések: észak felől Dövény, kelet felől Sajógalgóc, dél felől Sajóvelezd, nyugat felől pedig Putnok.
Felszínét nagyobbrészt folyóvízi homok és kavics fedi.

### Megközelítése
Legfontosabb közúti megközelítési útvonala a 26-os főút, mely végighúzódik a központján is. Határszélét délen érinti még a 2527-es út is. Jól megközelíthető vasúton is (a Miskolc–Bánréve–Ózd-vasútvonalon), melynek egy megállási pontja van itt; Dubicsány megállóhely a belterületének keleti szélén helyezkedik el, közvetlenül a 26-os főút vasúti keresztezése mellett.

## Története
A település a 13. vagy a 14. században jött létre. A Rátót nemzetség birtoka volt. Neve Dubichan, Dybichan, Dabachanyw alakokban is előfordult. Jelenlegi írásmódja a 15. században alakult ki. A törökök 1555-ben felégették, sokáig lakatlan maradt. A reformáció korán elterjedt a községben, de a lakosság csekély létszáma miatt Sajókaza, majd később Putnok leányegyháza volt.
A 18. században birtokosai, a Vay család kastélyt építtetett a faluban. A kastélyt a 20. század elején új tulajdonosa alakította át mai formájára.
1849-ben Görgei Artúr csapatai a község határában csaptak össze az orosz sereggel.
A 20. század elején elérte a vasútvonal, és általános iskola is épült.

## Közélete

### Polgármesterei
- 1990–1994: Dr. Csíkász Zoltán (független)[3]
- 1994–1998: Dr. Csikász Zoltán (független)[4]
- 1998–2002: Susányi Gábor (független)[5]
- 2002–2006: Susányi Gábor (független)[6]
- 2006–2010: Susányi Gábor (független)[7]
- 2010–2014: Susányi Gábor (független)[8]
- 2014–2019: Radnai Zsolt (független)[9]
- 2019–2024: Radnai Zsolt (független)[10]
- 2024– : Fejes Ildikó (független)[1]

## Népesség
A település népességének változása:
| Lakosok száma | 271  | 253  | 233  | 211  | 255  | 246  | 241  |
|               | 2013 | 2014 | 2015 | 2021 | 2022 | 2023 | 2024 |

A 2001-es népszámlálás adatai szerint a településnek csak magyar lakossága volt.
A 2011-es népszámlálás során a lakosok 91,1%-a magyarnak, 0,4% németnek, 0,4% szlováknak mondta magát (8,9% nem nyilatkozott; a kettős identitások miatt a végösszeg nagyobb lehet 100%-nál). A vallási megoszlás a következő volt: római katolikus 27%, református 35,6%, evangélikus 0,7%, felekezeten kívüli 18,5% (17,8% nem válaszolt).
2022-ben a lakosság 89,8%-a vallotta magát magyarnak, 1,6% egyéb, nem hazai nemzetiségűnek (10,2% nem nyilatkozott; a kettős identitások miatt a végösszeg nagyobb lehet 100%-nál). Vallásuk szerint 17,3% volt római katolikus, 24,7% református, 2,4% görög katolikus, 1,6% egyéb keresztény, 8,2% felekezeten kívüli (45,9% nem válaszolt).

## Nevezetességei
- Református templom. 1839-ben épült. 15 méter magas tornyát 1852-ben építették hozzá. 1930-ban átalakították.
- Vay János-kastélya – A 18. század közepén épült. Manzárdtetős, bástyákkal körbevett, emeletes kastély. A 20. század elején átépítették. Ma üdülő.
- Kripta. Egy vulkáni brecsa kitüremkedésébe mélyítve van kialakítva a kastély közelében a hegyoldalban.
- Az erdő vadállománya
- Magtár Udvar és Galéria[14]

## Környező települések
Sajógalgóc 5 km-re, Sajóvelezd. A legközelebbi városok: Putnok 5 km-re, Kazincbarcika 10 km-re.